# Kaza (Inde)
Pour les articles homonymes, voir Kaza.
La ville de Kaza, Kaze ou Kaja est une subdivision de la vallée de Spiti dans le district de Lahaul et Spiti dans l’État de l'Himachal Pradesh, dans l'Ouest de l'Himalaya en Inde. Spiti, qui est une partie du district de Lahaul et Spiti dans l'Himachal, est une région froide de haute altitude ayant d'étroites similitudes avec les régions voisines du Tibet et du Ladakh, en termes de relief, de climat et de culture bouddhiste. Kaza, situé le long de la rivière Spiti, se trouve à une altitude de 3 650 mètres. C'est le plus grand canton et centre commercial de la vallée.

## Description
La ville est divisée entre sa partie ancienne, le vieux Kaza ou Kaza Khas et le nouveau Kaza ou Kazaa Soma. La nouvelle ville contient les bâtiments administratifs. Le monastère de Tangyud (tibétain : སྟེང་རྒྱུད་དགོན་པ།, Wylie : Tang-rGyud dgon-pa date du début du XIVe siècle et est construit comme un château fortifié avec des murs de boue massifs inclinés et des remparts avec des rayures verticales d'ocre rouge et blanc. Elle est située sur le bord d'un canyon profond surplombant la ville de Kaza, à 4 km de la ville,. En l'abordant par le sud, on voit Kyu-ling (Skyid-gling), le majestueux palais du roi Nono de l'autre côté de la rivière.

## Festivals et tourisme
Kaza est connue pour ses festivals colorés et l'ancien monastère Tangyud (en), sakyapa, à 14 km de la ville. Il est également populaire auprès des touristes et des amateurs d'aventure pendant la période de juin, juillet, août et septembre en raison de son emplacement central et de ses connexions avec le reste de la vallée (se connecte à l'autoroute Leh-Manali via le col de Kunzum). Cet emplacement central fait également de Kaza un camp de base idéal pour le trekking, l'alpinisme et les excursions dirigées vers d'autres parties de la vallée.
Des fêtes comme Fagli et Gochi (ou Gothsi) sont célébrées. Les hindous célèbrent également leurs fêtes comme la fête des récoltes ou la fête de la lumière. Il existe différentes foires comme la foire Ladarcha, la foire Pauri, la foire Tribal et la foire Tsheshu. La foire de Ladachar de Kaza, Lauhal et Spiti dans l'Himachal Pradesh sont les foires les plus renommées de l'endroit, ces foires indiquent la fin de la saison estivale dans la région. Auparavant, la foire de Ladarcha était célébrée à Kibbar à Spiti au mois de juillet où les commerçants du Ladakh, Rampur Busher et Spiti se réunissaient dans cette foire pour troquer leurs produits. En raison de la fermeture des tibétains frontière, cette foire est maintenant célébrée à Kaza, le siège de la sous-division de Spiti dans la 3e semaine d'août. Un grand nombre de visiteurs et de commerçants de Kullu / Lahaul / Kinnaur s'y retrouvent. Il est maintenant devenu une conférence des cultures du Spiti, du Ladakh et du Kinnaur ainsi que des plaines indiennes.

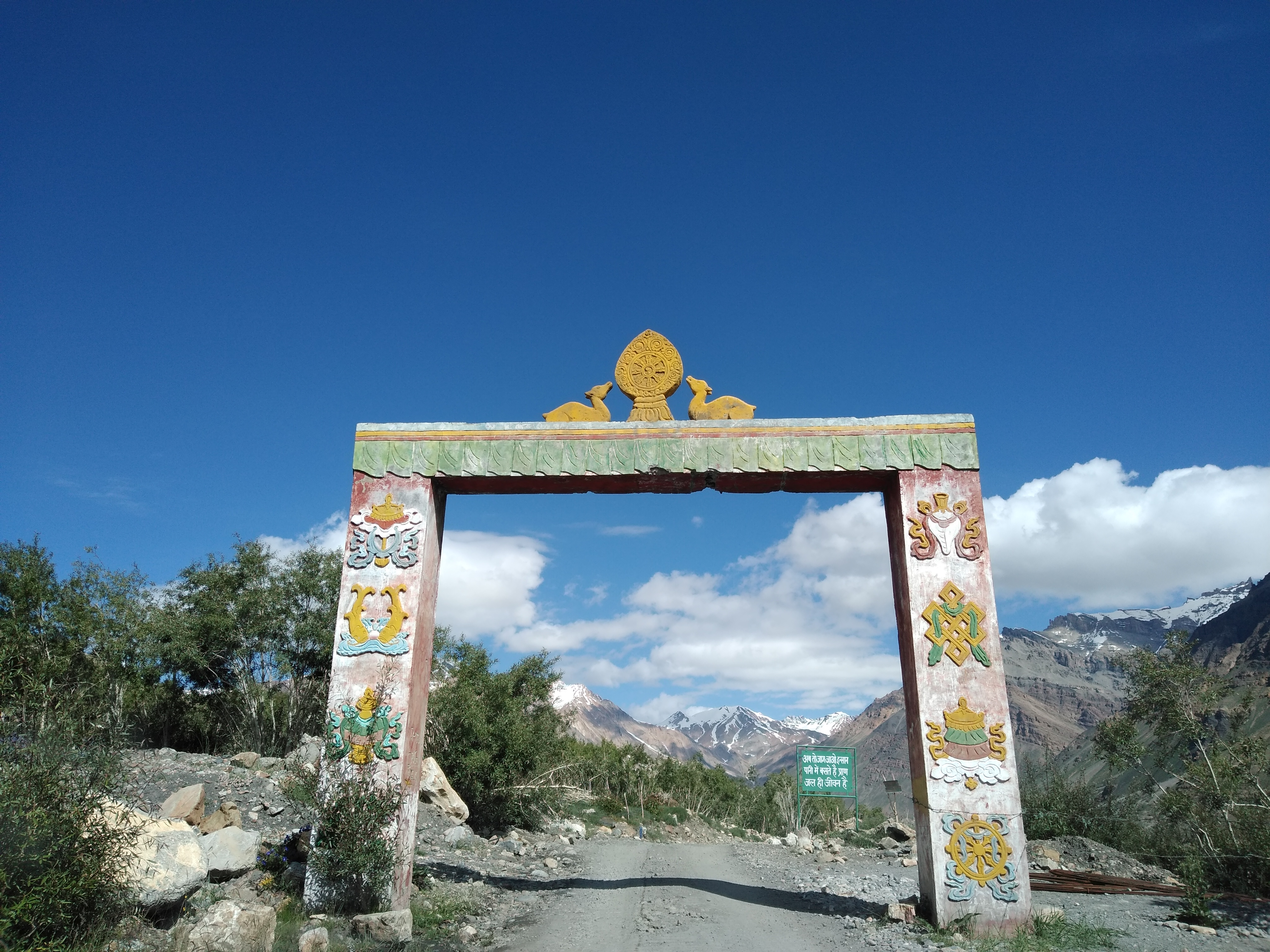
Porte d'entrée de Kaza